# Hwaseong
Hwaseong (kor. 화성시) – miasto w Korei Południowej, w prowincji Gyeonggi. W 2007 liczyło 363 905 mieszkańców.